# Eupithecia purpureoviridis
Eupithecia purpureoviridis là một loài bướm đêm trong họ Geometridae.